# Cagan-Nur
Cagan-Nur (ros. Цаган-Нур) – osiedle w Rosji, w Kałmucji, w rejonie oktiabrskim. W 2010 liczyło 826 mieszkańców.

## Urodzeni
- Nikołaj Sandżyrow – radziecki wojskowy.